# Bettongia gaimardi
El canguro rata de Tasmania (Bettongia gaimardi) es similar a canguro rata. Su área de distribución incluye el sudeste de Australia y la parte oriental de la isla de Tasmania. Con la introducción del zorro, se extinguió en el contienten australiano aprox. en 1890.